# 福岡国際女子テニス
福岡女子国際テニス（ふくおかじょしこくさいてにす）は、日本・福岡市の博多の森テニス競技場で開催される女子テニス大会。主催団体は九州テニス協会、共催は福岡市、西日本新聞社、および福岡県テニス協会、後援団体は福岡県、福岡県教育委員会、福岡市教育委員会、福岡県スポーツ協会、福岡市スポーツ協会、テレビ西日本、およびRKB毎日放送、協賛団体はフンドーキン醤油、およびダンロップスポーツマーケティングである。ITF女子ワールドテニスツアーの大会であり、賞金総額は6万ドルとなっている。

## 沿革
2012年（平成24年）までは芝コートで行なわれていたものの、現在では屋外のカーペットコートで行なわれている。2001年（平成13年）から開催されており、2012年（平成24年）まではグラスコートで実施されていた。

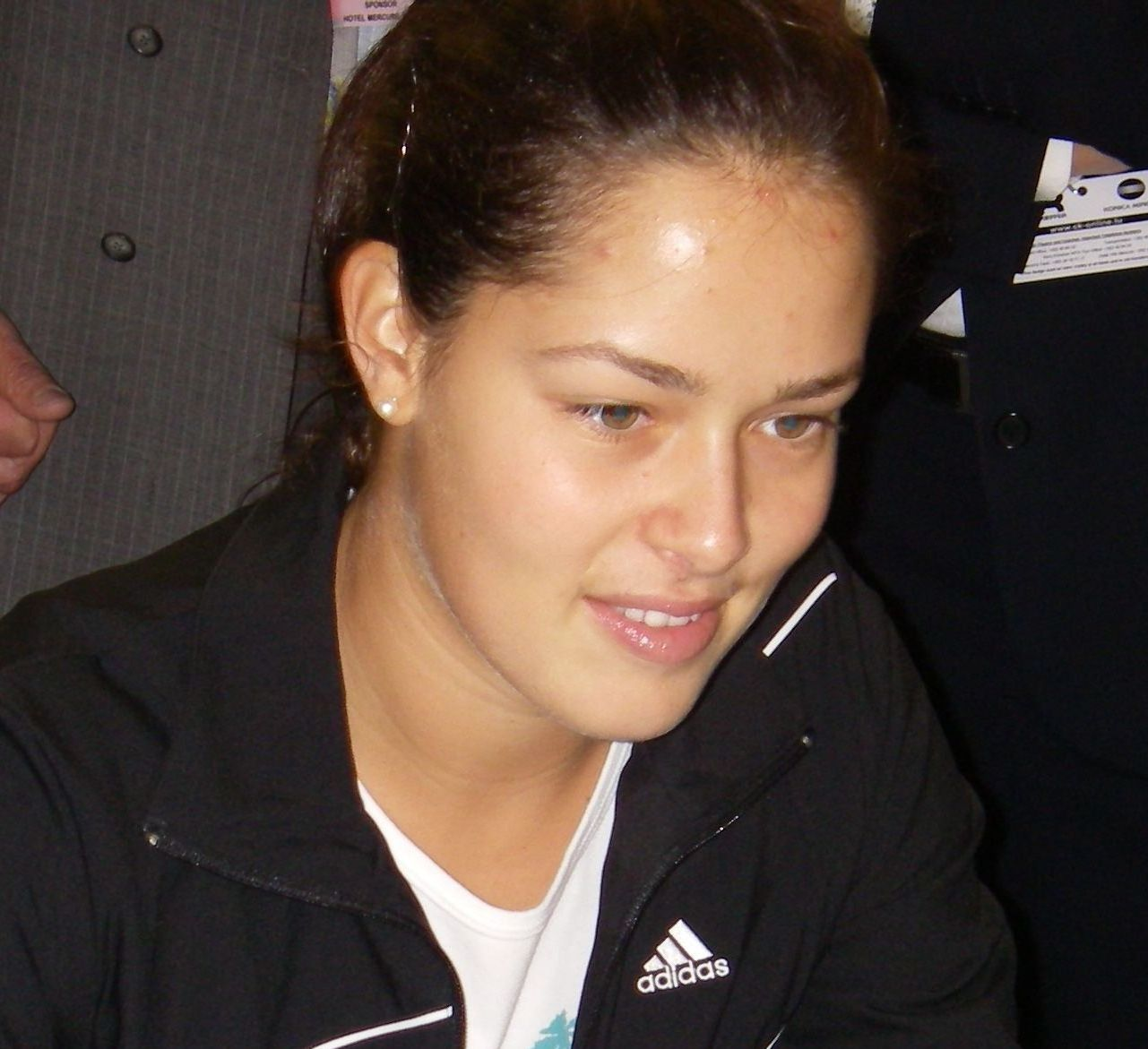
2004年大会で優勝したアナ・イバノビッチ

## 過去の決勝戦の結果

### シングルス
| 開催年  | 優勝者                                 | 準優勝者                               | 得点                                   |
| ------- | -------------------------------------- | -------------------------------------- | -------------------------------------- |
| 2024    | キンバリー・ビレル                     | エニーマ・ベクタス                     | 6–2, 6–4                               |
| 2023    | 川口夏実                               | ケイティ・ボールター                   | 不戦勝                                 |
| 2020–22 | 新型コロナウイルスの感染拡大により中止 | 新型コロナウイルスの感染拡大により中止 | 新型コロナウイルスの感染拡大により中止 |
| 2019    | ヘザー・ワトソン                       | ザリナ・ディアス                       | 7–6(1), 7–6(4)                         |
| 2018    | ケイティ・ボールター                   | セニア・リキーナ                       | 5–7, 6–4, 6–2                          |
| 2017    | マグダレン・リバリコバ                 | ジャン・スジョン                       | 6–2, 6–3                               |
| 2016    | セニア・リキーナ                       | 岡村恭香                               | 6–2, 6–7(2), 6–0                       |
| 2015    | クリスティナ・プリスコバ               | 日比野菜緒                             | 7–5, 6–4                               |
| 2014    | ナオミ・ブローディ                     | クリスティナ・プリスコバ               | 5–7, 6–3, 6–4                          |
| 2013    | オンス・ジャバ―                        | アン＝ソフィー・メスタフ               | 7–6(2), 6–2                            |
| 2012    | ケーシー・デラクア                     | モニーク・アダムザック                 | 6–4, 6–1                               |
| 2011    | タマリネ・タナスガーン                 | 詹詠然                                 | 6–4, 5–7, 7–5                          |
| 2010    | 波形純理                               | ニコラ・ホフマノバ                     | 6–1, 6–2                               |
| 2009    | ニコラ・ホフマノバ                     | 張凱貞                                 | 6–3, 6–2                               |
| 2008    | 米村知子                               | タマリネ・タナスガーン                 | 6–1, 2–6, 7–6(8)                       |
| 2007    | 詹詠然                                 | ケーシー・デラクア                     | 6–4, 6–4                               |
| 2006    | 詹詠然                                 | 森田あゆみ                             | 6–3, 4–6, 6–1                          |
| 2005    | 詹詠然                                 | 森田あゆみ                             | 6–3, 6–2                               |
| 2004    | アナ・イバノビッチ                     | ヤルミラ・ガイドソバ                   | 6–2, 6–7(4), 7–6(4)                    |
| 2003    | 小畑沙織                               | マリア・エレナ・カメリン               | 2–6, 6–3, 6–3                          |
| 2002    | バネッサ・ウェブ                       | 田美螺                                 | 6–0, 6–4                               |
| 2001    | アリシア・モリク                       | 小畑沙織                               | 7–5, 6–3                               |

### ダブルス
| 開催年  | 優勝者                                        | 準優勝者                                          | 得点                                 |
| ------- | --------------------------------------------- | ------------------------------------------------- | ------------------------------------ |
| 2024    | ラトゥーヤ・ボーセール ペイジ・ホーリガン     | 荒川晴菜 伊藤あおい                               | 3–6, 6–3, [10–6]                     |
| 2023    | エミーナ・ベクタス リナ・グルシュコ           | マ・イエシェン Aアラナ・パーナビー                | 7–5, 6–3                             |
| 2020–22 | 新型コロナウイルス感染拡大により中止          | 新型コロナウイルス感染拡大により中止              | 新型コロナウイルス感染拡大により中止 |
| 2019    | ナオミ・ブローディ ヘザー・ワトソン           | クリスティ・アン アリソン・バイ                   | w/o                                  |
| 2018    | ナオミ・ブローディ エイシア・ムハンマド       | タラ・ムーア アマーラ・サディコビッチ             | 6–2, 6–0                             |
| 2017    | 波形純理 高畑寿弥                             | 林恵里奈 梶谷桜舞                                 | 6–0, 6–7(3), [10–7]                  |
| 2016    | インディ・デ・ヴローム A・ナデノヴァ          | ニジーナ・アブドライモヴァ クセニア・リキーナ     | 6–4, 6–1                             |
| 2015    | ナオミ・ブローディ クリスティナ・プリスコバ   | 穂積絵莉 波形純理                                 | 6–3, 6–4                             |
| 2014    | 青山修子 穂積絵莉                             | ナオミ・ブローディ エレニ・ダニリドゥ             | 6–3, 6–4                             |
| 2013    | 波形純理 瀬間詠里花                           | 藤原里華 大前綾希子                               | 7–5, 3–6, [10–7]                     |
| 2012    | モニーク・アダムザック ステファニー・ベンソン | 江口実沙 大前綾希子                               | 6–4, 6–4                             |
| 2011    | 青山修子 藤原里華                             | 中村藍子 波形純理                                 | 7–6(3), 6–0                          |
| 2010    | 土居美咲 高畑寿弥                             | マリーナ・エラコビッチ アレクサンドラ・パノワ     | 6–4, 6–4                             |
| 2009    | 米村明子 米村知子                             | 前川綾香 波形純理                                 | 6–2, 6–7(3), [10–3]                  |
| 2008    | メラニー・サウス ニコール・タイセン           | 加藤菜弥 ジュリア・モリアティ                     | 4–6, 6–3, [14–12]                    |
| 2007    | 森田あゆみ 米村明子                           | 藤原里華 波形純理                                 | 6–2, 6–2                             |
| 2006    | 詹詠然 荘佳容                                 | リアン・ベーカー クリスティーナ・ホリアトブルーズ | 6–1, 6–2                             |
| 2005    | 不田涼子 岡本聖子                             | 詹詠然 荘佳容                                     | 6–2, 7–6(1)                          |
| 2004    | 藤原里華 小畑沙織                             | モニーク・アダムザック ニコル・クリッツ           | 6–2, 6–4                             |
| 2003    | リガ・デクメジュア 宮城ナナ                   | 藤原里華 小畑沙織                                 | 6–2, 2–6, 6–4                        |
| 2002    | 浅越しのぶ 趙倫貞                             | ジュリー・ブリン ローナ・ウッドロフ               | 6–2, 6–4                             |
| 2001    | 平木理化 宮城ナナ                             | ジュリー・ブリン ローナ・ウッドロフ               | 6–0, 7–6(3)                          |